# Кахиня, Карел
Карел Кахиня (чеш. Karel Kachyňa, 1 мая 1925 года, Вишков, Чехословакия — 12 марта 2004 года, Прага, Чехия) — чешский кинорежиссёр.

## Биография
Окончил киноакадемию FAMU в Праге. В начале карьеры снимал документальное кино. В середине 60-х годов перед Пражской весной присоединился к так называемой «Чехословацкой новой волне» (наряду с И. Менцелем и М. Форманом). Первые фильмы в этот период — «Поездка в Вену», «Ночь невесты», «Ухо», «Да здравствует Республика!» — были запрещены цензурой в 1968 году.
За всю карьеру Карел Кахиня стал создателем более 70 художественных, телевизионных и документальных фильмов, а также автором более 40 киносценариев. Наиболее известными фильмами, в дополнение к созданным в 60-х годах, являются: «Любовь между каплями дождя», «Сестрички», «Смерть прекрасных косуль», «Корова», многосерийный «Поезд детства и надежды».
В 1977 подписал Антихартию, проправительственный ответ на Хартию 77.
За достижения и вклад в мировой кинематограф получил «Специальный приз международного кинофестиваля в Карловых Варах» (1999 год), Чешская киноакадемия вручила ему свой приз — Чешский лев.
В 2004 году награждён медалью за заслуги II степени.

## Художественный профиль
Наибольшим преимуществом Карела Кахини является точная и выраженная повреждённая психика персонажей. Он часто захватывает кажущуюся банальность, обычные человеческие судьбы. Его интересует мир аутсайдеров и неудачников. Напротив, он далек от всех прославлений и помпезности. Кахиня практически никогда не снимал классический биографический фильм, изображающий жизни выдающихся личностей. Исключением является фигура Александра Дюма. Также не преувеличивает, но он описывает совершенно несентиментально. Действие его фильмов часто разворачивается в больничной среде.
Особую роль, в его работах играют периоды детства, первой любови и эмоциональной незрелости (Радужная пуля, Поезд детства и надежды, по Городу ходит Микулаш, Любовь между каплями дождя). Многие военные фильмы показывают сложный и не однозначный вопрос об отношениях с врагом (карета в Вену). Хотя многие опусы содержат комедийные элементы, он их звучание обычно довольно грустно.
В совокупности его творчество можно охарактеризовать как лирическую психологическую драму. Здесь выражено сострадание к персонажам и поиск корней, которые их сформировали. Поэтому очень распространена обработка идей из недавнего прошлого, например, времен Второй мировой войны или 1950-х годов.
Основным стилистическим методом Карела Кахини является хронологическое смещение отдельных, изолированных сцен, часто идущих в довольно быстром темпе, который только постепенно формируют основные линии. Кахиня использует, как правило, выразительный крой и контрастное чередование комедийных и трагических ситуаций.

## Избранная фильмография
- Король Шумавы (Král Šumavy, 1959)
- Да здравствует Республика (At' žije Republika, 1965)
- Экипаж в Вену (Kočár do Vídně, 1966)
- Ночь невесты (Noc nevěsty, 1967)
- Рождество с Алжбетой (Vanoce s Alzbetou, 1968)
- Ухо (Ucho, 1970)
- Я умею прыгать через лужи (Uz zase skácu pres kaluze, 1971)
- Секрет великого рассказчика (Tajemství velikého vypravěče, 1971)
- Русалочка (Malá mořská víla, 1975)
- Смерть мухи (Smrt mouchy, 1976)
- Встреча в июле (Setkání v červenci, 1977)
- Золотые угри (Zlatí úhoři, 1979)
- Любовь между каплями дождя (Lásky mezi kapkami deště, 1979)
- Смерть прекрасных косуль (Smrt krásných srnců, 1986)
- Взываю к любви вашей (Oznamuje se láskám vašim, 1988)
- 1991 — Начальная школа / Obecná škola — школьный инспектор
- Корова (Kráva, 1994)
- Фани (Fany, 1995)
- Ханеле (Hanele, 1999)